# ATP-toernooi van Nice
Het ATP-toernooi van Nice (ook bekend als Open de Nice Côte d’Azur) was een tennistoernooi dat van 1971 t/m 1995 en van 2010 t/m 2016 plaatsvond op de gravelbanen van de Nice Lawn Tennis Club in de stad Nice, Frankrijk. 

## Geschiedenis
In 2010 keerde het toernooi terug op de ATP-tour als vervanger van het ATP-toernooi van Kitzbühel. Het toernooi van Kitzbühel had juridische geschillen met lokale autoriteiten over het beheer van het tennispark, waarna de ATP op zoek ging naar alternatieven en deze vond in Nice. De Oostenrijkse licentiehouder Ronnie Leitgeb is zijn licentie voor een periode van vijf jaar gaan verhuren aan het toernooi van Nice. 80% van de licentie was in handen van Ronnie Leitgeb en 20% was in handen van de Fransman Jean-François Caujolle.
In 2017 werd het toernooi verplaatst naar Lyon, omdat er in Nice geen uitbreidingsmogelijkheden waren.

## Finales

### Enkelspel
| Datum      | Naam                                          | Categorie     | Ondergrond     | Winnaar             | Runner–up          | Uitslag                   |               |
| ---------- | --------------------------------------------- | ------------- | -------------- | ------------------- | ------------------ | ------------------------- | ------------- |
| 15-05-2016 | Open de Nice Côte d’Azur                      | ATP 250       | Gravel, buiten | Dominic Thiem (2)   | Alexander Zverev   | 6-4, 3-6, 6-0             | Details       |
| 17-05-2015 | Open de Nice Côte d’Azur                      | ATP 250       | Gravel, buiten | Dominic Thiem (1)   | Leonardo Mayer     | 6-7(10), 7-5, 7-6(2)      | Details       |
| 19-05-2014 | Open de Nice Côte d’Azur                      | ATP 250       | Gravel, buiten | Ernests Gulbis      | Federico Delbonis  | 6-1, 7-6(5)               | Details       |
| 19-05-2013 | Open de Nice Côte d’Azur                      | ATP 250       | Gravel, buiten | Albert Montañés     | Gaël Monfils       | 6-0, 7-6(3)               | Details       |
| 20-05-2012 | Open de Nice Côte d’Azur                      | ATP 250       | Gravel, buiten | Nicolás Almagro (2) | Brian Baker        | 6-3, 6-2                  | Details       |
| 15-05-2011 | Open de Nice Côte d’Azur                      | ATP 250       | Gravel, buiten | Nicolás Almagro (1) | Victor Hănescu     | 6-7(5), 6-3, 6-3          | Details       |
| 16-05-2010 | Open de Nice Côte d’Azur                      | ATP 250       | Gravel, buiten | Richard Gasquet     | Fernando Verdasco  | 6-3, 5-7, 7-6(5)          | Details       |
| 1996-2009  | Geen toernooi                                 | Geen toernooi | Geen toernooi  | Geen toernooi       | Geen toernooi      | Geen toernooi             | Geen toernooi |
| 17-04-1995 | Philips Open                                  | World Series  | Gravel, buiten | Marc Rosset         | Jevgeni Kafelnikov | 6-4, 6-0                  | Details       |
| 11-04-1994 | Philips Open                                  | World Series  | Gravel, buiten | Alberto Berasategui | Jim Courier        | 6-4, 6-2                  | Details       |
| 12-04-1993 | Philips Open                                  | World Series  | Gravel, buiten | Marc-Kevin Goellner | Ivan Lendl         | 1-6, 6-4, 6–2             | Details       |
| 13-04-1992 | Philips Open                                  | World Series  | Gravel, buiten | Gabriel Markus      | Javier Sánchez     | 6-4, 6-4                  | Details       |
| 15-04-1991 | Philips Open                                  | World Series  | Gravel, buiten | Martín Jaite        | Goran Prpić        | 3-6, 7-6, 6-3             | Details       |
| 16-04-1990 | Philips Open                                  | World Series  | Gravel, buiten | Juan Aguilera       | Guy Forget         | 2-6, 6-3, 6-4             | Details       |
| 17-04-1989 | Swatch Open                                   |               | Gravel, buiten | Andrej Tsjesnokov   | Jérôme Potier      | 6-4, 6-4                  |               |
| 11-04-1988 | Swatch Open                                   |               | Gravel, buiten | Henri Leconte       | Jérôme Potier      | 6-2, 6-2                  |               |
| 13-04-1987 | Nice International Open                       |               | Gravel, buiten | Kent Carlsson       | Emilio Sánchez     | 7-6, 6-3                  |               |
| 14-04-1986 | Nice International Open                       |               | Gravel, buiten | Emilio Sánchez      | Paul McNamee       | 6-1, 6-3                  |               |
| 08-04-1985 | Nice International Open                       |               | Gravel, buiten | Henri Leconte       | Víctor Pecci       | 6-4, 6-4                  |               |
| 09-04-1984 | Nice International Open                       |               | Gravel, buiten | Andrés Gómez        | Henrik Sundström   | 6-1, 6-4                  |               |
| 21-03-1983 | Nice International Open                       |               | Gravel, buiten | Henrik Sundström    | Manuel Orantes     | 7-5, 4-6, 6-3             |               |
| 29-03-1982 | Nice International Open                       |               | Gravel, buiten | Balázs Taróczy      | Yannick Noah       | 6-2, 3-6, 13-11           |               |
| 06-04-1981 | Donnay International Open                     |               | Gravel, buiten | Yannick Noah        | Mario Martinez     | 6-4, 6-2                  |               |
| 24-03-1980 | Nice International Open                       |               | Gravel, buiten | Björn Borg (2)      | Manuel Orantes     | 6-2, 6-0, 6-1             |               |
| 02-04-1979 | Nice International Open                       |               | Gravel, buiten | Víctor Pecci        | John Alexander     | 6-3, 6-2, 7-5             |               |
| 17-04-1978 | Montano-Snauwaert International Championships |               | Gravel, buiten | José Higueras       | Yannick Noah       | 6-3, 6-4, 6-4             |               |
| 28-03-1977 | Nice International Championships              |               | Gravel, buiten | Björn Borg (1)      | Guillermo Vilas    | 6-4, 1-6, 6-2, 6-0        |               |
| 05-04-1976 | Nice International Championships              |               | Gravel, buiten | Corrado Barazzutti  | Jan Kodeš          | 6-2, 2-6, 5-7, 7-6, 8-6   |               |
| 28-04-1975 | Nice International Championships              |               | Gravel, buiten | Dick Crealy         | Iván Molina        | 7-6, 6-4, 6-3             |               |
| 15-04-1973 | Craven International Championships            |               | Gravel, buiten | Manuel Orantes      | Adriano Panatta    | 7-6, 5-7, 4-6, 7-6, 12-10 |               |
| 17-04-1972 | Nice International Championships              |               | Gravel, buiten | Ilie Năstase (2)    | Jan Kodeš          | 6-0, 6-4, 6-3             |               |
| 01-04-1971 | Nice International Championships              |               | Gravel, buiten | Ilie Năstase (1)    | Jan Kodeš          | 10-8, 11-9, 6-1           |               |

### Dubbelspel
| Datum      | Naam                     | Categorie | Ondergrond     | Winnaars                                  | Runners–up                                | Uitslag             |         |
| ---------- | ------------------------ | --------- | -------------- | ----------------------------------------- | ----------------------------------------- | ------------------- | ------- |
| 15-05-2016 | Open de Nice Côte d’Azur | ATP 250   | Gravel, buiten | Juan Sebastián Cabal Robert Farah Maksoud | Mate Pavić Michael Venus                  | 4-6, 6-4, [10-8]    | Details |
| 17-05-2015 | Open de Nice Côte d’Azur | ATP 250   | Gravel, buiten | Mate Pavić Michael Venus                  | Jean-Julien Rojer Horia Tecău             | 7-6(4), 2-6, [10-8] | Details |
| 19-05-2014 | Open de Nice Côte d’Azur | ATP 250   | Gravel, buiten | Martin Kližan Philipp Oswald              | Rohan Bopanna Aisam-ul-Haq Qureshi        | 6-2, 6-0            | Details |
| 19-05-2013 | Open de Nice Côte d’Azur | ATP 250   | Gravel, buiten | Johan Brunström Raven Klaasen             | Juan Sebastián Cabal Robert Farah Maksoud | 6-3, 6-2            | Details |
| 20-05-2012 | Open de Nice Côte d’Azur | ATP 250   | Gravel, buiten | Bob Bryan Mike Bryan                      | Oliver Marach Filip Polášek               | 7-6(5), 6-3         | Details |
| 15-05-2011 | Open de Nice Côte d’Azur | ATP 250   | Gravel, buiten | Eric Butorac Jean-Julien Rojer            | Santiago González David Marrero           | 6-3, 6-4            | Details |
| 16-05-2010 | Open de Nice Côte d’Azur | ATP 250   | Gravel, buiten | Marcelo Melo Bruno Soares                 | Rohan Bopanna Aisam-ul-Haq Qureshi        | 1-6, 6-3, [10-5]    | Details |

1971 · 1972 · 1973 · 1974 · 1975 · 1976 · 1977 · 1978 · 1979 · 1980 · 1981 · 1982 · 1983 · 1984 · 1985 · 1986 · 1987 · 1988 · 1989 · 1990 · 1991 · 1992 · 1993 · 1994 · 1995 · 2010 · 2011 · 2012 · 2013 · 2014 · 2015 · 2016
 Bari (1984-1989) →  Genua (1990-1993) →
 Sankt Pölten (1994-2005) →  Pörtschach (2006-2008) →  Kitzbühel (2009) →  Nice (2010-2016) →  Lyon (2017-2024)
* Per 2025: samenvoeging licentie met de licentie van MTTC Iphitos ter opwaardering naar ATP 500
ITF-toernooien (mannen en vrouwen)

ATP-toernooien (mannen) – ATP-seizoen 2025

WTA-toernooien (vrouwen) – WTA-seizoen 2025

Voormalige toernooien mannen
Voormalige toernooien vrouwen
Voormalige amateurtoernooien